# Neognophomyia citripes
Neognophomyia citripes är en tvåvingeart som beskrevs av Alexander 1945. Neognophomyia citripes ingår i släktet Neognophomyia och familjen småharkrankar.
Artens utbredningsområde är Peru. Inga underarter finns listade i Catalogue of Life.